# مركز مشاريع البنية التحتية بمنطقة الرياض
مركز مشاريع البنية التحتية بمنطقة الرياض مركز سعودي صدر الأمر الملكي بإنشائه في يوليو 2023م، ويهدف المركز للارتقاء بأعمال مشاريع البنية التحتية في منطقة الرياض، وتعزيز جودة الحياة وتحسين المشهد الحضري بها، والمساهمة في تحقيق كفاءة الإنفاق في مشاريع البنية التحتية، وكذلك تحسين الكفاءة في تخطيط وتنفيذ مشاريع البنية التحتية بالتنسيق مع الجهات ذات العلاقة لدعم النمو في المنطقة.

## الأهداف
- التخطيط الشامل لأعمال مشاريع البنية التحتية في منطقة الرياض.
- التنسيق مع الجهات الحكومية والخاصة لتطوير وتحديث الخطط الإستراتيجية والتفصيلية، بما يتفق مع المخطط الشامل للمركز.
- إنشاء وتطوير منصة لجمع المعلومات والمخططات الخاصة بأعمال البنية التحتية بمنطقة الرياض.
- تقديم خدمة الترخيص لأعمال مشاريع البنية التحتية.
- إجراء عمليات الرقابة على أعمال مشاريع البنية التحتية.[4]
- عقد الشراكات واتفاقيات التعاون مع الجهات.[3]

## التاريخ
- في أبريل 2025م أطلق مركز مشاريع البنية التحتية «كود مشاريع البنية التحتية» بهدف وضع معايير موحدة تسهم في رفع جودة وسلامة الأعمال، وتعزيز تنسيق وتكامل الجهود بين جميع الجهات ، ويشمل ذلك الجهات الحكومية، والمقاولين، والاستشاريين، والمختبرات، ومزودي الخدمات،[5] على أن يدخل الكود حيز التنفيذ في 7 أغسطس 2025.[6]
- في يوليو 2025م أطلق المركز «جائزة البنية التحتية» بنسختها الأولى لعام 2025،[7] بهدف إبراز الجهود المميزة في مشاريع البنية التحتية في المنطقة.[8]
- في يوليو 2025م أعلن المركز عن إتاحة إمكانية تقديم البلاغات حول أعمال البنية التحتية إلكترونياً عبر تطبيق المركز على الهواتف الذكية، وذلك لتعزيز الشفافية وتحسين جودة الخدمات المقدمة للمواطنين والمقيمين.[9]